# Iida Yuji
Yuji Iida (sinh ngày 7 tháng 7 năm 1992) là một cầu thủ bóng đá người Nhật Bản.

## Sự nghiệp câu lạc bộ
Yuji Iida đã từng chơi cho Mito HollyHock.